# Bob Bergen
Robert "Bob" Bergen (San Luis, Misuri; 8 de marzo de 1964) es un actor de voz estadounidense. Es conocido en Estados Unidos para ser el doblador actual de la voz para el cerdo Porky en varias producciones de Warner Bros. (como Tiny Toons, Space Jam, Looney Tunes: Back in Action, y un programa de televisión sobre Duck Dodgers). También ha presentado Jep!, una versión infantil del concurso de televisión Jeopardy!

## Biografía
Bergen nació en San Luis, Misuri. Además de Porky, Bergen ha sido responsable para la voz de Lupin III para los doblajes de Streamline Pictures en las décadas de 1980 y 1990. Ha doblado Lupin III en: El misterio de Mamo (dirigido por Sōji Yoshikawa), El castillo de Cagliostro (dirigido por Hayao Miyazaki), y Lupin the Third's Greatest Capers (una colección de dos episodios de la segunda serie del programa televisivo de Lupin III, ambos dirigidos por Hayao Miyazaki). También interpretó el papel de Kanoashi en la versión estadounidense de El viaje de Chihiro, una película animada importada de Japón, que ganó un Premio Óscar en 2002, al igual que Kai y Masaru en el anime clásico Akira.
Bob Bergen es uno de los locutores en el Disney Channel, y dobla la voz para Bucky the Squirrel en The Emperor's New School.
También es responsable para la voz de Luke Skywalker en más de una docena de juegos de video basados en el serie de películas Star Wars, al igual que en dos episodios de Pollo Robot relacionados con Star Wars. También proporcionó la voz para Wembley y The World's Oldest Fraggle en la serie animada Fraggle Rock. Bergen fue seleccionado para interpretar versiones animadas de Bunsen Honeydew y Link Hogthrob en Jim Henson's Little Muppet Monsters, y varios personajes en dos temporadas de Jim Henson's Muppet Babies.
Fue el doblador de la voz de Cometa en las películas exitosas The Santa Clause, The Santa Clause 2, y The Santa Clause 3: The Escape Clause.

## Filmografía

### Papeles de acción en vivo
- Gremlins - Voces de varios Gremlins (acreditado como Bob Berger).
- Fright Night II - Efectos vocales para vampiros y varias otras criaturas.
- Total Recall - Voces adicionales.
- Ghoulies III: Ghoulies Go to College - Voz de Rat Ghoulie.
- El ejército de las tinieblas - Voces de varias criaturas.
- Look Who's Talking Now - Voces adicionales para perros y lobos.
- Space Jam - Marvin el Marciano, Porky, Piolín.
- Space Jam: A New Legacy - Piolín
- The Santa Clause - Cometa el reno.
- The Santa Clause 2 - Cometa el reno.
- The Santa Clause 3: The Escape Clause - Cometa el reno.
- Jep! - El mismo
- Dunston Checks In - Efectos vocales para Dunston.

### Papeles en anime
- Akira - Masaru, Kaisuke, Mitsuru Kuwata, el barman Harukiya, y voces adicionales (en el Streamline Dub).
- Fushigi no Umi no Nadia - Ayerton Glenavan (en el doblaje original).
- El castillo de Cagliostro - Lupin III y el Lobo (en el doblaje de MGM).
- Lily C.A.T. - Hiro Takagi.
- Tales of the Wolf - Lupin III y el Lobo.
- Megazone 23 - Shogo Yahagi
- Crimson Wolf - Kai
- El misterio de Mamo - Lupin III (en el doblaje de Streamline).
- Tekkaman Blade - Blade/Tekkaman.
- El viaje de Chihiro - Kanoashi.
- Gake no ue no Ponyo - Voces adicionales para la versión inglés.

### Papeles en otras producciones animadas
- luck Skywalker (videojuego jedy knight academy)
- Carrotblanca - Piolín
- Pollo Robot - Porky, Luke Skywalker, Roger Rabbit, y varios otros personajes.
- Duck Dodgers - Porky (como el Cadete del Espacio Joven y Ansioso).
- Fraggle Rock - Wembley Fraggle y The World's Oldest Fraggle.
- Jim Henson's Little Muppet Monsters - Bunsen Honeydew y Link Hogthrob.
- Tinker Bell - Luciérnagas
- The Emperor's New School - Bucky the Squirrel.
- Tiny Toons - Porky
- Bah, Humduck! A Looney Tunes Christmas - Porky, Piolín, y Speedy González.
- The Looney Tunes Show - Porky.

American Dad!]